# ピピッとコンロ
ピピッとコンロは、「ピピッ!とできちゃう　ピピッとコンロ」の略名である。
「ピピッ!とできちゃう　ピピッとコンロ」は東京ガスが2003年（平成15年）5月9日に商標登録をした、さまざまな便利機能や安全機能を搭載した「高機能ガスコンロ」「進化したガスコンロ」の総称である。（【商標登録番号】 第4669934号） 
現在、東京ガスグループだけでなく、静岡ガスや武州ガス、京葉ガスもこの名称を使用している。